# Czarny Młyn (powieść)
Czarny Młyn – przygodowo-fantastyczna powieść grozy dla młodzieży Marcina Szczygielskiego. Pierwszym wydawcą książki był Stentor (2011 r.), kolejne wydania ukazują się nakładem Instytutu Wydawniczego Latarnik (od 2015 r.).

## Fabuła
Dwójka rodzeństwa – Iwo i niepełnosprawna Mela – są jednymi z mieszkańców małej wioski Młyny położonej w centralnej Polsce. Młyny, które kiedyś były dobrze prosperującą, zamożną miejscowością, to dziś zapomniane przez wszystkich, opustoszałe miejsce. Z jednej strony graniczą z bagnami, na które pobliska przetwórnia zbóż przez lata odprowadzała toksyczne ścieki; z drugiej – z lasem słupów trakcji wysokiego napięcia; a z trzeciej – z autostradą A2. Jedyna gruntowa droga ze wsi do najbliższej miejscowości prowadzi obok ruin dawnego PGR-u z dominującym nad nimi, spalonym olbrzymim betonowym wiatrakiem. W Młynach nikt nie hoduje zwierząt i nie uprawia roślin. Większość domów jest opuszczona – ich mieszkańcy wyjechali w poszukiwaniu pracy i lepszych miejsc do życia. We wsi pozostało kilkanaście rodzin i niewielka grupa dzieci, z którymi Iwo i Mela spędzają czas. Matka obojga jest kelnerką w restauracji mieszczącej się przy autostradowej stacji benzynowej odległej od Młynów o kilkadziesiąt kilometrów, a ich ojciec jakiś czas temu wyjechał do Norwegii w poszukiwaniu pracy. Dziećmi opiekuje się na co dzień Babka – stara, przygłucha ciotka ich ojca. Pewnego letniego dnia połamane skrzydła spalonego Czarnego Młyna zaczynają się obracać, a w wiosce następuje seria dziwnych, tajemniczych zdarzeń. Znikają wszystkie urządzenia elektryczne i elektroniczne, a temperatura spada nagle. Z nieba zaczyna sypać śnieg, zamarza woda w studniach. Po kilku dniach znikają wszyscy dorośli – poza głuchą Babką, która okazuje się odporna na biegnący od Czarnego Młyna zew. Dzieci zostają same. Uświadamiają sobie sprawę, że za zaistniałą sytuację odpowiedzialny jest Czarny Młyn i postanawiają stanąć z nim do walki.

## Przesłanie
Powieść Czarny Młyn przede wszystkim przestrzega przed zagrożeniem, jakim staje się konsumpcyjny stosunek do życia – przedmioty gromadzone przez ludzi przejmują nad nimi kontrolę i zamieniają ich w bezrozumne automaty. To także dystopijny, prosozologiczny horror – Młyny stają się jałową, półmartwą wsią–widmo w wyniku braku poszanowania dla natury (działalność kombinatu przetwarzającego zboża) i wybudowania obok niej węzła trakcji elektrycznej oraz autostrady. Książka zwraca także uwagę na problemy osób niepełnosprawnych i ich możliwości funkcjonowania w społeczeństwie – ułomna Mela, siostra głównego bohatera, okazuje się jedyną osobą, która jest w stanie stawić czoła złu, które zagnieździło się w Czarnym Młynie i jedyną osobą, która potrafi je pojąć. Równoległymi wątkami powieści są zagadnienie emigracji zarobkowej rodziców i poczucie osierocenia ich pozostawionych w kraju dzieci, a także marginalizacja ekonomiczna i kulturalna mieszkańców wsi.

## Nagrody i wyróżnienia
- 2010 – Grand Prix II. Konkursu Literackiego im. Astrid Lindgren na książkę dla dzieci i młodzieży[11]
- 2010 – I Nagroda w II. Konkursie Literackim im. Astrid Lindgren w kategorii powieści dla dzieci w wieku od dziesięciu do czternastu lat[12]

## Ekranizacja
- 2020: Polska – Czarny Młyn, reżyseria Mariusz Palej, scenariusz Magdalena Nieć i Katarzyna Stachowicz-Gacek, produkcja TFP[13]

## Informacje dodatkowe
W niektórych szkołach podstawowych powieść Marcina Szczygielskiego Czarny Młyn przez nauczycieli języka polskiego wybierana jest jako lektura dla klas VI.